# U-621
U-621 – niemiecki okręt podwodny typu VIIC z okresu II wojny światowej. Okręt wypierał 769 ton w położeniu nawodnym i 871 ton pod wodą, a jego główną bronią było 14 torped kalibru 533 mm wystrzeliwanych z pięciu wewnętrznych wyrzutni. Jednostka rozwijała na powierzchni prędkość ponad 17 węzłów, osiągając zasięg 8500 Mm przy prędkości 10 węzłów.
Zwodowany 19 marca 1942 roku w stoczni Blohm & Voss w Hamburgu, został wcielony do służby w Kriegsmarine 7 maja 1942 roku. W czasie służby operacyjnej w składzie 9. Flotylli U-Bootów okręt odbył dziesięć patroli i misji bojowych, podczas których zatopił cztery statki handlowe o łącznej pojemności 20 159 BRT i okręt desantowy o tonażu 2938 BRT oraz uszkodził okręt o wyporności 1625 ton i statek o pojemności 10 048 BRT. W połowie 1943 roku jednostkę przebudowano na U-flak, jednak wobec niepowodzenia koncepcji okręt przywrócono do stanu pierwotnego. U-621 został zatopiony z całą załogą bombami głębinowymi 18 sierpnia 1944 roku na wodach Zatoki Biskajskiej przez kanadyjskie niszczyciele HMCS „Ottawa”, HMCS „Kootenay” i HMCS „Chaudière”.

## Projekt i budowa
Jednostki typu VIIC były kolejnym ewolucyjnym ulepszeniem najliczniej budowanych w Niemczech okrętów typu VII. Poprzednik – typ VIIB – miał zbyt mały zasięg i za mało miejsca pod pokładem, by móc zainstalować sonar. Opracowany w 1938 roku projekt nowego okrętu różnił się od poprzedniej wersji m.in. zwiększoną grubością blach kadłuba sztywnego (z 16 do 18,5 mm, co zwiększyło maksymalną głębokość zanurzenia z 200 metrów do 250–280 metrów), przedłużeniem kadłuba o 60 cm i kiosku o 30 cm oraz powiększeniem zbiorników paliwa o 5,4 m³, co poprawiło zasięg. Powiększone rozmiary pozwoliły na instalację aktywnego sonaru S-Gerät, uzupełniając pasywny Gruppenhorchgerät (GHG). Do zakończenia wojny do służby weszło 568 okrętów typu VIIC .
U-621 zamówiono 15 sierpnia 1940 roku . Został zbudowany w stoczni Blohm & Voss w Hamburgu jako jeden z 171 okrętów typu VIIC zamówionych w tej wytwórni . U-621 otrzymał numer stoczniowy 597 (Werk 597)  . Stępkę okrętu położono 1 lipca 1941 roku, a zwodowany został 19 marca 1942 roku .

## Dane taktyczno-techniczne
U-621 był średniej wielkości okrętem podwodnym o konstrukcji dwukadłubowej. Długość całkowita wynosiła 67,1 metra, szerokość 6,2 metra i zanurzenie 4,74 metra . Wysokość (od stępki do szczytu kiosku) wynosiła 9,6 metra . Wykonany ze stali pancernej CM 351 o grubości 18,5 mm kadłub sztywny miał 50,5 metra długości i 4,7 metra szerokości. Podzielony był grodziami na sześć przedziałów wodoszczelnych: (od dziobu): I – przedział torpedowy ze sterami głębokości oraz GHG, II – przedział akumulatorów wraz z pomieszczeniami załogi, magazynem amunicji i toaletą, III – centrala z pomieszczeniem wielofunkcyjnym (mieszczącym drugą baterię akumulatorów, pomieszczenia załogi i kambuz), IV – przedział silników spalinowych, V – przedział silników elektrycznych, VI – rufowy przedział torpedowy ze sterami kierunku i głębokości. Kadłub ciśnieniowy otoczony był kadłubem lekkim wykonanym z blach o grubości 4–8 mm. Wyporność w położeniu nawodnym wynosiła 769 ton, a w zanurzeniu 871 ton.
Okręt napędzany był na powierzchni przez dwa 6-cylindrowe, czterosuwowe silniki wysokoprężne Krupp-Germaniawerft F46 z doładowaniem o łącznej mocy 3200 KM przy 470-490 obr./min, a pod wodą poruszał się dzięki dwóm silnikom elektrycznym prądu stałego BBC GG UB720/8 o łącznej mocy 750 KM przy 295 obr./min . Dwa wały napędowe obracały dwie śruby, zapewniając maksymalną prędkość 17–17,6 węzła na powierzchni i 7,6 węzła w zanurzeniu . Zasięg wynosił 8500 Mm przy prędkości 10 węzłów w położeniu nawodnym (3250 Mm przy prędkości maksymalnej) oraz 80 Mm przy prędkości 4 węzłów pod wodą (130 Mm przy 2 węzłach). Zbiorniki mieściły 113,47 tony paliwa, a energia elektryczna magazynowana była w dwóch bateriach akumulatorów AFA 33 MAL 800 E po 62 ogniwa o łącznej pojemności 9160 Ah, masie 62 tony i czasie rozładowania 20 godzin. Dopuszczalna głębokość zanurzenia wynosiła 100 metrów, a głębokość zgniecenia 250–280 metrów .
Okręt wyposażony był w pięć wyrzutni torped kalibru 533 mm (cztery na dziobie i jedną rufową), z łącznym zapasem 14 torped (wymiennie okręt mógł przenosić 26 min typu TMA lub 39 min typu TMB). Uzbrojenie artyleryjskie stanowiło początkowo umieszczone przed kioskiem działo pokładowe kalibru 88 mm SK C/35 L/45, z zapasem amunicji wynoszącym 220–250 naboi oraz pojedyncze działko przeciwlotnicze kalibru 20 mm C/38 L/65 . Jednostka wyposażona też była w pasywny sonar GHG i aktywny S-Gerät, a do obserwacji służyły dwa peryskopy Zeissa: bojowy i nocny .
Załoga okrętu składała się z czterech oficerów oraz 40 podoficerów i marynarzy.

## Służba
U-621 został wcielony do służby w Kriegsmarine 7 maja 1942 roku . Dowództwo okrętu objął kpt. mar. (niem. Kapitänleutnant) Horst Schünemann . U-Boot otrzymał numer poczty polowej M 02 082. Do końca września 1942 roku załoga jednostki przechodziła szkolenie w składzie 8. Flotylli, operując głównie z Gdańska .

### Pierwszy rejs bojowy
29 września okręt wyszedł z Kilonii, udając się na swój pierwszy wojenny patrol , zostając 1 października przyporządkowany do 9. Flotylli U-Bootów w Breście . Po wpłynięciu na północny Atlantyk U-Boot w dniach 10–16 października wchodził w skład wilczego stada „Panther” . Między 16 a 29 października U-621 operował w składzie stada „Puma”, które próbowało zaatakować konwój ON-139, a następnie HX-212 . 23 października o godzinie 00:53 na południowy zachód od Islandii U-621 storpedował zbudowany w 1918 roku brytyjski parowiec „Empire Turnstone” o pojemności 6113 BRT, płynący pod balastem w konwoju ONS-136 . Statek zatonął wraz z całą, liczącą 46 osób załogą na pozycji 54°40′N 28°00′W/54,666667 -28,000000 . 5 listopada U-621 dotarł do Brestu po 38 dniach spędzonych w morzu .

### Drugi rejs bojowy
4 grudnia nowym dowódcą okrętu został mianowany por. mar. (niem. Oberleutnant zur See) Max Kruschka . Następnego dnia U-Boot wyszedł z Brestu na swój drugi patrol na Atlantyku . Między 11 a 18 grudnia U-621 wchodził w skład wilczego stada „Raufbold” . 15 grudnia okręt wykrył płynący z Wysp Brytyjskich na zachód konwój ON-153. 18 grudnia o godzinie 02:26 U-621 wystrzelił trzy torpedy w kierunku płynącego samotnie zbudowanego w 1913 roku greckiego parowca „Oropos” o pojemności 4474 BRT, płynącego pod balastem w konwoju ON-152 . Statek zatonął na pozycji 51°00′N 37°00′W/51,000000 -37,000000, a na jego pokładzie zginęła cała załoga licząca 34 osoby . 20 grudnia o godzinie 20:21 na zachód od Irlandii okręt podwodny wystrzelił dwie celne torpedy do płynącego za konwojem ON-153 marudera – zbudowanego w 1938 roku brytyjskiego motorowego zbiornikowca „Otina” (6217 BRT), który zatonął o 21:06 na pozycji 47°40′N 33°06′W/47,666667 -33,100000 (w wyniku ataku zginęło 60 osób – wszyscy członkowie załogi statku) . Do Brestu jednostka zawinęła 5 stycznia 1943 roku, po 32 dniach spędzonych w morzu .

### Trzeci rejs bojowy
W swoją trzecią misję bojową U-621 wyszedł z Brestu 1 lutego 1943 roku . U-Boot w dniach 3–7 lutego wchodził w skład wilczego stada „Hartherz”, po czym między 11 a 26 lutego okręt operował w składzie stada „Ritter”, utworzonego w celu przechwycenia płynącego na wschód konwoju ON-166 . 24 lutego U-Boot został zaatakowany przez kanadyjską łódź latającą Consolidated PBY Catalina z 5. Dywizjonu RCAF, pilotowaną przez D.G. Baldwina, jednak uszkodzenia udało się naprawić w morzu. Od 4 do 5 marca jednostka została przyporządkowana do wilczego stada „Burggraf”, a między 7 a 15 marca operowała w składzie stada „Raubgraf” . Wieczorem 10 marca U-621 zauważył płynący samotnie statek i po trwającym 2,5 godziny pościgu o godzinie 22:50 wystrzelił wachlarz trzech torped w kierunku marudera z konwoju ON-169, zbudowanego w 1927 roku brytyjskiego parowca „Baron Kinnaird” o pojemności 3355 BRT . Żadna z torped nie trafiła, więc o 22:59 okręt wystrzelił kolejną, tym razem celną, jednak statek doznał jedynie uszkodzeń i płynął dalej; o 23:17 U-Boot wystrzelił więc kolejną torpedę z wyrzutni rufowej, która jednak chybiła . Okręt zanurzył się w celu przeładowania wyrzutni, a po powrocie na powierzchnię stracił kontakt ze statkiem, który zdołał odnaleźć dopiero następnego dnia o godzinie 16:43 . O 18:31 i 19:12 U-621 wystrzelił niecelne torpedy w kierunku parowca, trafiając dopiero w cześć rufową lewej burty trzecią o godzinie 19:17 . Statek nadal nie tonął, więc U-Boot rozpoczął jego ostrzał z działka kalibru 20 mm i wystrzelił kolejne dwie torpedy, z których jedna przeszła pod celem, a druga minęła go za rufą . Ostatecznie „Baron Kinnaird” zatonął 12 marca o godzinie 10:54 na przybliżonej pozycji 53°00′N 40°00′W/53,000000 -40,000000 i nigdy nie odnaleziono nikogo z liczącej 42 osoby załogi statku . Nadany przez U-621 meldunek radiowy o odniesionym sukcesie został przechwycony przez wywiad, w rezultacie czego zmieniono marszrutę konwoju SC-122, który ominął stado „Raubgraf”. 18 marca w odległości około 400 Mm na zachód od Lorient U-621 wykrył konwój KMS-111, po czym utrzymywał z nim kontakt i naprowadzał na niego inne U-Booty. 23 marca okręt powrócił do portu w Breście, spędzając w morzu 51 dni .

### Czwarty rejs bojowy
22 kwietnia U-Boot wyszedł z Brestu na swoją czwartą misję bojową . Podczas patrolu okręt operował w ramach czterech „wilczych stad”: „Amsel 1” (między 3 a 6 maja), „Elbe” i „Elbe 2” (od 7 do 14 maja) oraz „Mosel” (19–24 maja) . 31 maja, w trakcie poszukiwań rozbitków z zatopionego w pobliżu U-563, o godzinie 18:42 U-621 został zaatakowany przez brytyjski bombowiec Consolidated B-24 Liberator z 224. Dywizjonu RAF, pilotowany przez Amerykanina Roberta V. Sweeny’ego, który podczas dwóch nalotów zrzucił 12 bomb głębinowych i spowodował ciężkie uszkodzenie okrętu podwodnego . Uszkodzona jednostka powróciła do bazy w Breście 3 czerwca, po 43 dniach spędzonych w morzu, po czym trafiła do stoczni na konieczne naprawy .

### Przebudowa na U-flak
W czerwcu 1943 roku U-621 został wytypowany do przebudowy na okręt do aktywnego zwalczania alianckich samolotów (U-flak), stanowiących coraz większe zagrożenie dla niemieckich U-Bootów wychodzących na patrole z baz w Zatoce Biskajskiej (wraz z U-256, U-441 i U-953). Modyfikacji uległo uzbrojenie artyleryjskie jednostki: zdemontowano działo pokładowe kal. 88 mm, a w zamian zostały zamontowane dwa poczwórne zestawy działek kal. 20 mm C/38 L/65 z tarczami ochronnymi oraz pojedyncze działko automatyczne kal. 37 mm FlaK M42 L/69 . Do tego na mostku zamontowano karabin maszynowy MG 42. Okręt zabierał tylko pięć torped umieszczonych w wyrzutniach, a miejsce zajmowane do tej pory przez torpedy zapasowe zostało wykorzystane na zwiększony zapas amunicji przeciwlotniczej i rozmieszczenie dodatkowego personelu (załoga jednostki została powiększona do 67 osób, wliczając w to lekarza okrętowego). Ograniczono też ilość zabieranego paliwa, z uwagi na krótsze misje na pobliskich wodach Zatoki Biskajskiej. Remont i przebudowa U-621 zakończyła się 7 lipca, a okręt otrzymał oznaczenie „U-flak 3” .

### Piąty rejs bojowy
W swoją piątą misję bojową okręt wyszedł z Brestu 22 sierpnia . 6 września „U-flak 3” przekazał detektor fal radarowych FuMB-9 Wanze na pokład U-170. 28 września jednostka powróciła do Brestu po 38-dniowym pobycie w morzu, nie napotykając przeciwnika .

### Szósty rejs bojowy
6 stycznia 1944 roku U-Boot wyszedł z Brestu na szósty atlantycki patrol . 13 stycznia na przybliżonej pozycji 46°57′N 15°15′W/46,950000 -15,250000 okręt został zaatakowany przez brytyjski bombowiec Consolidated B-24 Liberator z 59. Dywizjonu RAF, w wyniku czego śmierć poniósł matrosengefreiter Heinz Thomas, a sześciu innych członków załogi zostało rannych . Po morskim pogrzebie poległego dowódca podjął decyzję o powrocie do bazy, którą okręt osiągnął 23 stycznia .
Negatywne doświadczenia związane z użyciem U-Bootów przeznaczonych do zwalczania samolotów spowodowały podjęcie decyzji o ponownej przebudowie okrętu na konwencjonalną jednostkę torpedową .

### Siódmy rejs bojowy
W swoją siódmą misję bojową U-621 wyszedł z Brestu 21 lutego . Wracając z bezowocnego patrolu, 11 kwietnia okręt napotkał jedną z alianckich grup eskortowych i wystrzelił w kierunku jednego z niszczycieli niecelną torpedę, a następnie przetrwał kontratak . U-621 powrócił do portu w Breście 19 kwietnia, spędzając w morzu 59 dni . W kwietniu U-Boot został wyposażony w chrapy, a 15 maja dowództwo jednostki objął por. mar. Hermann Stuckmann, dowodzący wcześniej U-316  .

### Ósmy rejs bojowy
Na wieść o rozpoczęciu lądowania w Normandii 6 czerwca 1944 roku U-Boot wyruszył z Brestu z rozkazem powstrzymania floty inwazyjnej, kierując się na wody kanału La Manche . Następnego dnia okręt wystrzelił niecelną torpedę T V Zaunkönig I w kierunku niszczyciela, a 9 czerwca stał się celem ataku niezidentyfikowanego samolotu, co spowodowało konieczność powrotu do bazy; po wykonaniu pospiesznych napraw jednostka wyszła w morze 12 czerwca . 15 czerwca o godzinie 08:03 U-621 wystrzelił jedną torpedę T V Zaunkönig I w kierunku konwoju EPL-8, która trafiła w amerykański okręt desantowy czołgów USS LST-133 o wyporności 1625 ton (na pozycji 50°01′N 0°49′W/50,016667 -0,816667) . Płynący na holu dwóch holowników okręt przewoził ludzi i sprzęt dowództwa oraz trzy baterie 113. batalionu artylerii polowej 30. Dywizji Piechoty Stanów Zjednoczonych został uszkodzony: w wyniku eksplozji zginęło 15 członków załogi i 28 żołnierzy, a 17 załogantów i 11 żołnierzy zostało rannych . U-621 wycofał się nieatakowany i 18 czerwca wystrzelił dwie niecelne torpedy do brytyjskich okrętów. 23 czerwca U-Boot powrócił do bazy .

### Dziewiąty rejs bojowy
15 lipca U-Boot wyszedł z Brestu na swoją dziewiątą misję bojową i udał się na wody kanału La Manche . 25 lipca okręt wystrzelił dwie niecelne torpedy w kierunku niezidentyfikowanego konwoju, a nazajutrz uszkodzeniu uległy chrapy, co spowodowało częściowe zalanie jednostki i zatrucie spalinami większości załogi. 29 lipca U-621 wystrzelił jedną torpedę T V Zaunkönig I w kierunku zbudowanego w 1930 roku brytyjskiego okrętu desantowego piechoty HMS „Prince Leopold” (2938 BRT), przewożącego żołnierzy i pojazdy z Portland do Cherbourga . Okręt został trafiony w lewą burtą na śródokręciu, po czym wywrócił się i zatonął na pozycji 50°19′N 0°35′W/50,316667 -0,583333 (na jego pokładzie śmierć poniosło 17 osób) . Następnego dnia U-Boot zaatakował torpedami LUT konwój EBC-54, trafiając jedną z nich zbudowany w 1910 roku brytyjski transportowiec wojska „Ascanius” o pojemności 10 048 BRT, płynący z Barry do Normandii . Jednostka została uszkodzona na pozycji 50°15′N 0°48′W/50,250000 -0,800000, a w wyniku ataku pięć osób poniosło śmierć . U-621 powrócił do bazy w Breście 11 sierpnia, po 28 dniach spędzonych w morzu .

### Ostatni rejs i utrata okrętu
13 sierpnia okręt wyszedł z Brestu w 10 rejs bojowy . 18 sierpnia na wodach Zatoki Biskajskiej na zachód od La Rochelle U-621 został zatopiony bombami głębinowymi przez kanadyjskie niszczyciele HMCS „Ottawa” (H31), HMCS „Kootenay” (H75) i HMCS „Chaudière” (H99) (na pozycji 45°52′N 2°36′W/45,866667 -2,600000) . Zginęła cała, licząca 56 osób załoga U-Boota (w tym trzech pracowników stoczniowych) .

### Podsumowanie działalności bojowej
U-621 odbył dziesięć misji bojowych, spędzając w morzu 331 dni . W ich trakcie zatopił cztery statki handlowe o łącznej pojemności 20 159 BRT i okręt desantowy o tonażu 2938 BRT oraz uszkodził okręt desantowy o wyporności 1625 ton i statek o pojemności 10 048 BRT . Na pokładach zatopionych i uszkodzonych jednostek zginęło co najmniej 247 osób, w tym 60 na brytyjskim zbiornikowcu „Otina”  . Pełne zestawienie strat przedstawia poniższa tabela :
| Data                 | Nazwa                | Państwo          | Tonaż       | Los jednostki |
| -------------------- | -------------------- | ---------------- | ----------- | ------------- |
| 23 października 1942 | „Empire Turnstone”   | Wielka Brytania  | 6113        | zatopiony     |
| 18 grudnia 1942      | „Oropos”             | Królestwo Grecji | 4474        | zatopiony     |
| 20 grudnia 1942      | „Otina”              | Wielka Brytania  | 6217        | zatopiony     |
| 12 marca 1943        | „Baron Kinnaird”     | Wielka Brytania  | 3355        | zatopiony     |
| 15 czerwca 1944      | USS LST-133          | US Navy          | 1625        | uszkodzony    |
| 29 lipca 1944        | HMS „Prince Leopold” | Royal Navy       | 2938        | zatopiony     |
| 30 lipca 1944        | „Ascanius”           | Wielka Brytania  | 10 048      | uszkodzony    |
| RAZEM                | RAZEM                | zatopione:       | zatopione:  | 5             |
| RAZEM                | RAZEM                | uszkodzone:      | uszkodzone: | 2             |